# مهندسی شیمی کالسون و ریچاردسون
مهندسی شیمی کالسون و ریچاردسون(به انگلیسی: Coulson & Richardson's Chemical Engineering) یکی از منابع مهم در مهندسی شیمی و علوم مرتبط است که توسط جی.ام. کالسون و جی.اف. ریچاردسون نوشته شده‌است. این کتاب در شش جلد تألیف شده‌است و تقریباً بخش عمدهٔ مفاهیم مرتبط با مهندسی شیمی و صنایع شیمیایی را پوشش داده‌است. این مجموعه کتاب‌ها هم‌اکنون توسط انتشارات الزویر و به زبان انگلیسی به چاپ می‌رسد. ویرایش سوم این کتاب در سال ۱۹۹۴ به چاپ رسیده‌است.

## ترجمهٔ فارسی
این کتاب با ترجمهٔ محسن عدالت (با همکاری سودابه دلیل) در سال ۱۳۷۱ منتشر و در مراسم کتاب سال جمهوری اسلامی ایران به‌عنوان کتاب شایسته تقدیر معرفی شد.